# Primera División de Chile 1982
El Campeonato Nacional de Primera División de 1982 fue el torneo disputado en la 50.ª temporada de la máxima categoría del fútbol profesional chileno.
El torneo consistió en un campeonato a dos ruedas con un sistema de todos contra todos. Contó con la participación de 16 equipos, entre los que finalmente se consagró campeón Cobreloa, institución que obtuvo el segundo campeonato de su historia. 
En la parte baja de la tabla de posiciones, correspondía descender a Segunda División a La Serena, Santiago Morning y Rangers. Sin embargo, sobre la base de sus buenas recaudaciones durante el torneo, la ACF permitió a este último continuar en Primera División, a fin de aumentar los cupos de esta de 16 a 22 para la temporada 1983.

## Equipos por región
| Región               | N.º | Equipos |
| -------------------- | --- | --- |
| Región Metropolitana | 8   | Audax Italiano, Colo-Colo, Magallanes, Palestino, Santiago Morning, Unión Española, Universidad Católica y Universidad de Chile |
| Tarapacá             | 2   | Deportes Arica y Deportes Iquique                                                                                               |
| Antofagasta          | 1   | Cobreloa |
| Atacama              | 1   | Regional Atacama |
| Coquimbo             | 1   | Deportes La Serena |
| O'Higgins            | 1   | O'Higgins |
| Maule                | 1   | Rangers |
| Biobío               | 1   | Naval |

## Tabla final
| Pos | Equipo               | PJ | PG | PE | PP | GF | GC | Dif | Pts |
| --- | -------------------- | -- | -- | -- | -- | -- | -- | --- | --- |
| 1   | Cobreloa             | 30 | 19 | 6  | 5  | 69 | 23 | 46  | 45  |
| 2   | Colo-Colo            | 30 | 14 | 11 | 5  | 41 | 21 | 20  | 41  |
| 3   | Magallanes           | 30 | 15 | 9  | 6  | 63 | 38 | 25  | 39  |
| 4   | Universidad de Chile | 30 | 14 | 10 | 6  | 58 | 38 | 20  | 39  |
| 5   | Naval                | 30 | 14 | 10 | 6  | 52 | 33 | 19  | 38  |
| 6   | Universidad Católica | 30 | 13 | 11 | 6  | 50 | 33 | 17  | 38  |
| 7   | O'Higgins            | 30 | 12 | 10 | 8  | 48 | 39 | 9   | 34  |
| 8   | Deportes Iquique     | 30 | 12 | 6  | 12 | 39 | 44 | -5  | 30  |
| 9   | Regional Atacama     | 30 | 10 | 8  | 12 | 36 | 43 | -7  | 28  |
| 10  | Deportes Arica       | 30 | 11 | 6  | 13 | 37 | 47 | -10 | 28  |
| 11  | Audax Italiano       | 30 | 10 | 7  | 13 | 41 | 44 | -3  | 27  |
| 12  | Unión Española       | 30 | 10 | 5  | 15 | 39 | 56 | -17 | 25  |
| 13  | Palestino            | 30 | 6  | 12 | 12 | 30 | 44 | -14 | 24  |
| 14  | Deportes La Serena   | 30 | 5  | 9  | 16 | 26 | 53 | -27 | 19  |
| 15  | Santiago Morning     | 30 | 4  | 7  | 19 | 34 | 58 | -24 | 15  |
| 16  | Rangers              | 30 | 5  | 5  | 20 | 25 | 74 | -49 | 15  |

PJ=Partidos jugados; PG=Partidos ganados; PE=Partidos empatados; PP=Partidos perdidos; GF=Goles a favor; GC=Goles en contra; Dif=Diferencia de gol; Pts=Puntos
|  | Campeón. Clasifica a la Copa Libertadores 1983 |
|  | Clasifica a la Liguilla Pre-Libertadores       |
|  | Juega la Liguilla de promoción                 |
|  | Desciende a Segunda División                   |
|  | Descenso suspendido                            |

## Campeón
|                    |
| Cobreloa 2º Título |

## Liguilla Pre-Libertadores
| Pos | Equipo               | PJ | PG | PE | PP | GF | GC | Dif | Pts |
| --- | -------------------- | -- | -- | -- | -- | -- | -- | --- | --- |
| 1   | Colo-Colo            | 3  | 2  | 1  | 0  | 5  | 2  | 3   | 5   |
| 2   | Universidad de Chile | 3  | 2  | 0  | 1  | 9  | 5  | 4   | 4   |
| 3   | Magallanes           | 3  | 1  | 1  | 1  | 2  | 4  | -2  | 3   |
| 4   | Naval                | 3  | 0  | 0  | 3  | 1  | 6  | -5  | 0   |

PJ=Partidos jugados; PG=Partidos ganados; PE=Partidos empatados; PP=Partidos perdidos; GF=Goles a favor; GC=Goles en contra; Dif=Diferencia de gol; Pts=Puntos
|  | Clasifica a la Copa Libertadores 1983 |

## Liguilla de Promoción
Los 4 equipos que participaron en esa liguilla, tenían que jugar en una sola sede, en este caso en Viña del Mar y lo disputaron en un formato de todos contra todos en 3 partidos. Los 2 ganadores jugarán en Primera División para el año 1983, mientras que los 2 perdedores jugarán en Segunda División para el mismo año mencionado.
| Pos | Equipo          | PJ | PG | PE | PP | GF | GC | Dif | Pts |
| --- | --------------- | -- | -- | -- | -- | -- | -- | --- | --- |
| 1   | Unión Española  | 3  | 2  | 1  | 0  | 6  | 3  | 3   | 5   |
| 2   | Palestino       | 3  | 2  | 0  | 1  | 7  | 5  | 2   | 4   |
| 3   | Unión La Calera | 3  | 1  | 0  | 2  | 3  | 6  | -3  | 2   |
| 4   | Cobresal        | 3  | 0  | 1  | 2  | 1  | 3  | -2  | 1   |

PJ=Partidos jugados; PG=Partidos ganados; PE=Partidos empatados; PP=Partidos perdidos; GF=Goles a favor; GC=Goles en contra; Dif=Diferencia de gol; Pts=Puntos
|  | Jugarán en Primera División de Chile 1983 |
|  | Jugarán en Segunda División de Chile 1983 |

1º Fecha
| 2 de febrero de 1983 | Unión Española | 1 : 1 | Cobresal       | Estadio Sausalito, Viña del Mar |  |
|                      | Hugo Ubeda     |       | Hernán Cambria |                                 |  |

| 2 de febrero de 1983 | Palestino                                                                 | 4 : 2 | Unión La Calera               | Estadio Sausalito, Viña del Mar |  |
|                      | Leonardo Montenegro · Pedro Pinto · Cristian Jélvez (a.g.) · Rodolfo Dubó |       | M. Herrera · Avelino Albornoz |                                 |  |

2º Fecha
| 5 de febrero de 1983 | Cobresal | 0 : 1 | Unión La Calera | Estadio Sausalito, Viña del Mar |  |
|                      |          |       | M. Herrera      |                                 |  |

| 5 de febrero de 1983 | Palestino                     | 2 : 3 | Unión Española                                       | Estadio Sausalito, Viña del Mar |  |
|                      | Pedro Pinto · Edgardo Fuentes |       | Horacio Simaldone · Ramón Pérez · Marco Opazo (a.g.) |                                 |  |

3º Fecha
| 8 de febrero de 1983 | Unión La Calera | 0 : 2 | Unión Española    | Estadio Sausalito, Viña del Mar |  |
|                      |                 |       | Anotado · Anotado |                                 |  |

| 8 de febrero de 1983 | Cobresal | 0 : 1 | Palestino    | Estadio Sausalito, Viña del Mar |  |
|                      |          |       | Rodolfo Dubó |                                 |  |

- Unión Española y Palestino se mantienen en la Primera División para el año 1983. En tanto, Unión La Calera y Cobresal se mantienen en la Segunda División, para la misma temporada mencionada.

## Goleadores
| Jugador              | Equipo               | Goles |
| -------------------- | -------------------- | ----- |
| Jorge Luis Siviero   | Cobreloa             | 18    |
| Juan Carlos Orellana | O'Higgins            | 17    |
| Luis Marcoleta       | Magallanes           | 16    |
| Héctor Hoffens       | Universidad de Chile | 16    |
| Jorge Cabrera        | Deportes Arica       | 13    |
| Jorge Aravena        | Naval                | 13    |
| Miguel Ángel Neira   | Universidad Católica | 12    |
| Juan Carlos Letelier | Cobreloa             | 11    |
| Óscar Arriaza        | Naval                | 11    |
| Juan Rojas           | Magallanes           | 10    |
| Fidel Dávila         | Deportes Iquique     | 9     |
| Marcelo Urzúa        | Magallanes           | 9     |
| Óscar Herrera        | Naval                | 9     |
| Juvenal Vargas       | O'Higgins            | 9     |
| Miguel Ángel Gamboa  | Universidad de Chile | 9     |
| Jorge Neumann        | Unión Española       | 9     |
| Julio Crisosto       | Deportes Arica       | 8     |
| Jorge Contreras      | Regional Atacama     | 8     |
| Severino Vasconcelos | Colo-Colo            | 8     |
| Arturo Jauregui      | Magallanes           | 8     |